# Stenocercus ochoai
Stenocercus ochoai — вид ігуаноподібних ящірок родини Tropiduridae. Ендемік Перу.

## Поширення і екологія
Stenocercus ochoai мешкають в горах Східного хребта Перуанських Анд, в регіонах Куско і Апурімак. Вони живуть у вологих гірських тропічних лісах та на кавових плантаціях. Зустрічаються на висоті від 1000 до 3000 м над рівнем моря.